# Katie Hobbs
Kathleen Marie Hobbs (nascida em 28 de dezembro de 1969) é uma política e assistente social americana, atual governadora do Arizona desde 2 de janeiro de 2023, foi secretária de Estado do Arizona de 7 de janeiro de 2019 até 2 de janeiro de 2023. Membro do Partido Democrata, foi senadora estadual do Arizona representando o 24º distrito de 2013 a 2019 e deputada estadual do Arizona representando o 15º distrito de 2011 a 2013.
Venceu a eleição para governador do Arizona em 2022, derrotando a republicana Kari Lake. Foi projetada para ser a vencedora da eleição pela Associated Press em 14 de novembro de 2022. Hobbs está prestes a se tornar a 5ª mulher governadora do Arizona, com o Arizona estabelecendo um recorde para o maior número de governadoras na história americana.

## Legislatura estadual
Hobbs foi eleita para a Câmara dos Representantes do Arizona em 2010 e creditou seu interesse pela política à organização Emerge Arizona. Hobbs foi inspirada a concorrer ao cargo pelas pessoas que ela ajudou como assistente social, acreditando que elas não estavam sendo ouvidas pelo governo. Ela defende o fim da violência doméstica.

## Eleição para governador de 2022
Em outubro de 2020, Hobbs anunciou que seria uma candidata democrata a governadora nas eleições para governador do Arizona em 2022. O governador em exercício, Doug Ducey, tem um mandato limitado. Ela derrotou Marco A. Lopez Jr. nas eleições primárias para se tornar a candidata democrata. Hobbs pulou o debate primário com Lopez e decidiu não debater a candidata republicana para governador, Kari Lake, para não dar a Lake uma plataforma para espalhar o negacionismo eleitoral. Foi projetada para ter vencido a eleição, derrotando Kari Lake.